# Байкало-Амурска магистрала
Байка̀ло-Аму̀рската магистрала (БАМ) е железопътна линия в Източен Сибир и Далечния изток на Русия.
БАМ е една от най-големите железопътни магистрали в света – дълга е 4 324 km. Основният път от Тайшет до Советская Гаван се строи с големи прекъсвания от 1938 до 1984 г. Строителството на централната част на жп линията, извършило се в сложни геологични и климатични условия, трае над 12 години, а един от най-сложните участъци – Северомуйският тунел, е въведен в постоянна експлоатация едва през 2003 г. БАМ е източната част на „Великата северна жп линия“ – съветски проект от 1928 г. Поради тежкия терен, неблагоприятните климатични условия, продължителността и разходите, съветският премиер Леонид Брежнев определя БAM като „строителния проект на века.“
БАМ е по-къса от Транссиб с почти 500 km в участъка от Тайшет до морското пристанище Ванино. Обемът на товарооборота през 2014 г. е около 211 млрд. тонкилометра.
Понастоящем БАМ работи на границата на пропускателната си способност. Провежда се модернизация на магистралата с цел да се увеличи товаропотокът двойно – до 50 млн. тона годишно.

## Интересни факти
- Една от задачите, решени със строительството на БАМ е осигуряването на надеждна връзка с далекоизточните райони на СССР, в случай че Китай (при военен конфликт) завладее източния участък от Транссиб, разположен практически до самата граница.
- В чест на БАМ е наречен астероидът (2031) БАМ, открит в Главния астероиден пояс през 1969 г. от сътрудник на Кримската обсерватория.
- За строителството на БАМ на ФРГ са поръчани (по т. нар. Delta-Projekt) около 10 хил. самосвала и товарни камиона от марката Deutz (модел Magirus-Deutz 232 D 19) с дизелови двигатели с въздушно охлаждане. Доставките са изпълнени през 1975 – 1976 г. Някои от тези машини работят и до днес в Сибир и Далечния изток на Русия.